# Leo Jogiches
Leo Jogiches (Vilna, 17 de julio de 1867 - Berlín, 10 de marzo de 1919), también conocido por su nombre de guerra Tyscha o Tyscho, fue un marxista revolucionario muy activo en Lituania, Polonia y Alemania. Se sabe muy poco de sus comienzos debido al secretismo habitual en su trabajo, surgido tras años de conspiración. Se unió a un círculo de trabajadores socialdemócratas antes de ser forzado al exilio. 
En 1893, junto con Rosa Luxemburgo, cofundó el Partido Socialdemócrata del Reino de Polonia (SDKP), que posteriormente se convertiría en el Partido Socialdemócrata del Reino de Polonia y Lituania (SDKPiL). Ambos se enamoraron mutuamente, y vivieron una relación amorosa que duró toda su vida, a pesar de las dificultades, e incluso aunque nunca llegaron a vivir en pareja. El trabajo de ambos no es en absoluto fácil de separar, aunque puede observarse una clara división del mismo, en el cual Jogiches sería el organizador y Luxemburgo la teórica.
Fue miembro fundador de la Liga Espartaquista, organización revolucionaria del ala izquierda del Partido Socialdemócrata de Alemania, fundada al inicio de la Primera Guerra Mundial por Karl Liebknecht, Rosa Luxemburgo y Franz Mehring entre otros. El 1 de enero de 1919 la Liga se convirtió en el Partido Comunista de Alemania (KPD).
La Liga Espartaquista lideró la frustrada Revolución de Noviembre alemana de 1918/1919, en la que Rosa Luxemburgo y Liebknecht fueron brutalmente asesinados por las tropas gubernamentales. Jogiches también fue asesinado en marzo de 1919, mientras intentaba investigar el asesinato de sus dos compañeras.